# رونالد يانسن
رونالد يانسن (بالهولندية: Ronald Jansen)‏ هو لاعب هوكي الحقل هولندي، ولد في 30 ديسمبر 1963 في Sint-Michielsgestel ‏ في هولندا.

## وصلات خارجية
- رونالد يانسن على موقع أوليمبيديا (الإنجليزية)